# Gilles Vaton
Gilles Vaton, né le 12 avril 1952 à Quimper, est un architecte naval français.

## Biographie
Concepteur de voiliers de compétition comme de croisières, ainsi que d'unités à moteur, il travaille plus récemment sur un projet de trimaran à grande vitesse, baptisé « BGV ». Il travaille depuis 1979 dans le bureau « Vaton Design » avec quatre collaborateurs, basé à Marseille.
Il a notamment été décrit comme « l'architecte français qui produit le plus de grandes unités », par exemple à propos d’Arrayan, dériveur intégral de 35 mètres.
Ancien élève d'André Mauric (l'architecte de Pen Duick VI) mais aussi de John Illingworth et de Charles Nicholson, il est connu pour « [son] sens des proportions et [son] élégance de lignes sans défaillance ».
Parmi ses réalisations, on peut noter :
- le voilier Adrien qui a permis au navigateur Jean-Luc Van Den Heede de battre le record du tour du monde à l'envers ;
- le Charles Heidsieck 3, monocoque de la course Whitbread de 1981-1982 ;
- les foilers Charles Heidsieck IV et PACA, innovants par leurs utilisations d'hydrofoils et de mâts-ailes ;
- des carènes pour la coupe de l'America ;
- de nombreux voiliers « maxi », unités de 25 à 35 m destinées à la plaisance de luxe ;
- le super yacht Zurbagan de 90 pieds pour lequel Gilles Vaton a reçu le design award 2007.

Gilles Vaton a également navigué et effectué plusieurs tours du monde, notamment comme membre d'équipage de Kriter pendant la première course Whitbread ainsi que la Transat en solitaire à la barre du monocoque Ackel France qui était le prototype de la série des Frioul 38 qu'il avait dessiné alors qu'il était collaborateur d'André Mauric.